# Thaumatogelis rufus
Thaumatogelis rufus är en stekelart som först beskrevs av Pfankuch 1914.  Thaumatogelis rufus ingår i släktet Thaumatogelis och familjen brokparasitsteklar. Inga underarter finns listade i Catalogue of Life.